# Брук ан дер Лайта
Брук ан дер Лайта (на немски: Bruck an der Leitha; на унгарски: Lajtabruck; на чешки и на словашки: Most nad Litavou) е австрийски град с 8 153 жители (на 1 януари 2021) на река Лайта в Долна Австрия. Намира се на границата с Бургенланд близо до Виена.

## История
Градът Брук ан дер Лайта е наречен за пръв път в документи през 1074 г. като „Aschirichesprucca“ и 1239 г. (?) получава права на град при херцог Леополд VI Бабенберг Славни († 1230).
- Дворецът Пруг в Брук ан дер Лайта
- Кметството на „Главния плошад“ в Брук ан дер Лайта